# Straße von Dover
Die Straße von Dover (englisch Strait of Dover) bzw. Straße von Calais (französisch Pas de Calais) ist der engste Teil des Ärmelkanals, der Meerenge zwischen Großbritannien und Kontinentaleuropa. Sie verbindet die Nordsee bzw. deren südliches Seegebiet Hoofden im Nordosten mit dem weiteren Ärmelkanal bzw. dem Atlantik im Westen.

## Geographie
Die Breite der Meerenge wird in den namhaften Nachschlagewerken traditionell sehr unterschiedlich und teilweise in sich widersprüchlich angegeben. Den Vereinten Nationen wurde in den 1950er Jahren berichtet, dass 19,5 Meilen (31,4 km) zwischen dem Cap Gris-Nez und Folkestone liegen, und die schmalste Stelle nördlich vom Cap Gris-Nez bis an die Wellenbrecher vor Dover bei Niedrigwasser 17 Meilen (27,4 km) breit ist.

## Verkehr
Die Straße von Dover gehört zu den Schifffahrtswegen mit dem dichtesten Schiffsverkehr auf der Erde (ca. 400 Schiffe pro Tag).  Die kürzeste Fährverbindung ist zwischen der französischen Hafenstadt Calais und dem Hafen von Dover. Unter der Straße von Dover verläuft der 1994 eröffnete Eurotunnel.
In der Straße von Dover gibt es durch Sandbänke eine Reihe von für die Schifffahrt gefährlichen Untiefen, so etwa in der Nähe der englischen Küste die Goodwin Sands und die Varne-Sandbank und etwa in der Mitte des östlichen Eingangs der Straße von Dover die Sandettie Bank.

## Entstehung

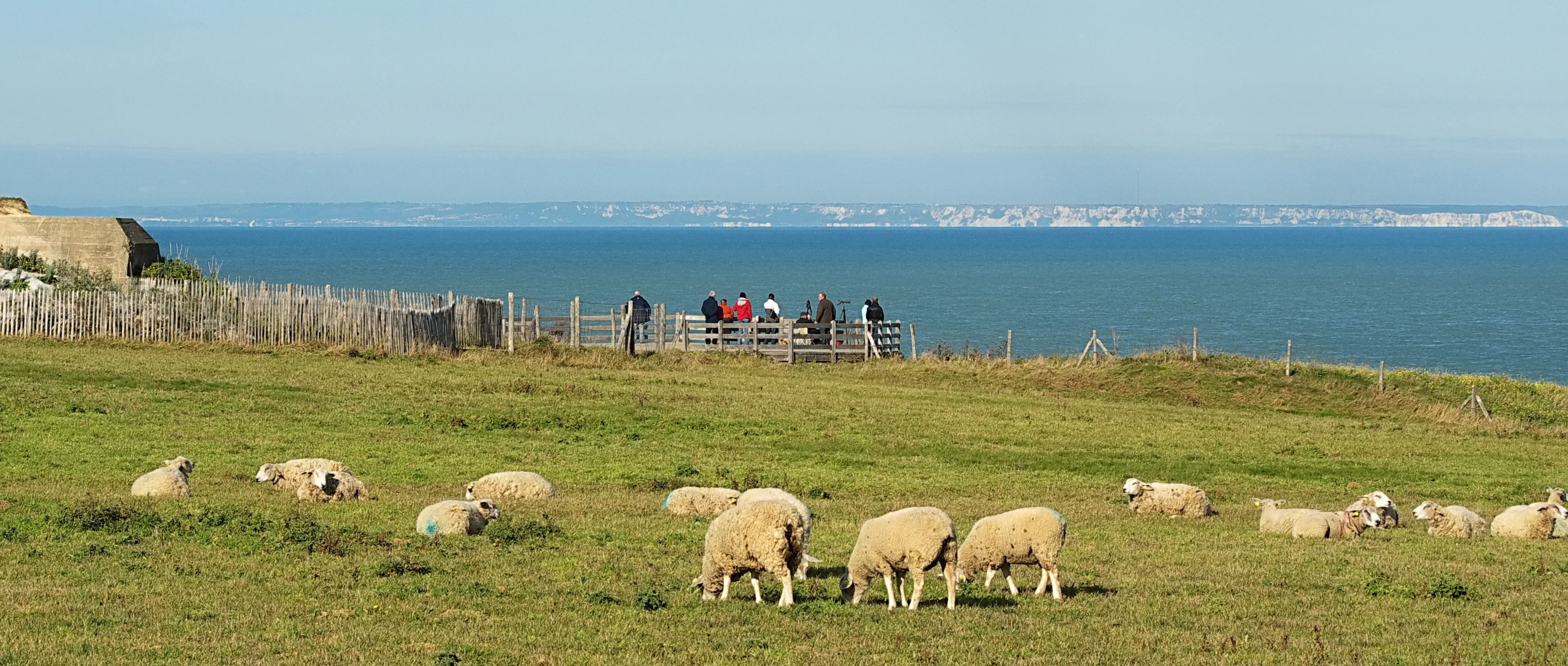
Blick vom Cap Gris-Nez in Frankreich zu den Kreidefelsen von Dover

Die Straße von Dover entstand nicht langsam, sondern durch den plötzlichen Bruch des natürlichen Staudamms, den die dortigen Kreidefelsen nach einer Eiszeit vor 400.000 Jahren darstellten. Der Meeresspiegel lag rund 100 m tiefer als heute, und wo sich heute die südliche Nordsee befindet, speisten Flüsse und Schmelzwasser einen See. Als der Weald-Artois-Sattel ihm nachgab, strömten monatelang enorme Wassermassen zum Atlantik. Eine folgende Eiszeit ließ einen Moränendamm entstehen, und als dieser ebenfalls nachgab, riss die Straße von Dover weit auf. Zwei lange Täler im Ärmelkanal zeugen von diesen Fluten.